# Scione ablusus
Scione ablusus är en tvåvingeart som beskrevs av David Fairchild 1964. Scione ablusus ingår i släktet Scione och familjen bromsar.
Artens utbredningsområde är Panama. Inga underarter finns listade i Catalogue of Life.